# Гарибян, Петрос Вараздатович
Петро́с Варазда́тович Гарибя́н (арм. Պետրոս Վարազդատի Ղարիբյան; 18 апреля 1947) — руководитель следственной группы по делу об убийстве Политковской А. С., старший следователь по особо важным делам при Председателе Следственного комитета Российской Федерации. Имеет специальное звание генерал-майор юстиции.
1986—1996 годы — прокурор-криминалист прокуратуры Еревана (Армения).
С 1996 года — гражданин России и следователь по особо важным делам прокуратуры Московской области.
1996—1997 годы — расследовал убийство мэра подмосковного города Жуковский Виктора Мосолова. Преступление не раскрыто.
1998—1999 годы работал над делом о двух покушениях на управделами австрийской нефтяной компании «East Petroleum Handelsges» Евгения Рыбина. Впоследствии это дело было объединено с делом начальника 4-го управления службы безопасности НК «ЮКОС» Алексея Пичугина.
С 2001 года — следователь по особо важным делам Генеральной прокуратуры Российской Федерации.
В рамках расследования дела «Трёх китов» он предъявил начальнику управления таможенной инспекции ГТК России Александру Волкову и первому замначальника управления таможенных расследований и дознания ГТК России Марату Файзулину обвинения в незаконном требовании от владельцев торговых центров выплатить 5 миллионов долларов США недоимок по таможенным платежам. Обвиняемые осуждены в 2003 году.
С июля 2004 года — одним из руководителей бригады Генеральной прокуратуры Российской Федерации, расследовавшей убийство главного редактора журнала «Forbes» в России Пола Хлебникова.
10 января 2008 года Гарибяну П. В. указом Президента Российской Федерации В. В. Путина присвоен классный чин —государственный советник юстиции 3 класса.
4 сентября 2008 года, указом Президента Российской Федерации награждён орденом Почёта.
В 2011 году - Президентом Российской Федерации назначен на должность старшего следователя по особо важным делам при Председателе Следственного комитета Российской Федерации.